# Jogos Abertos do Interior de São Paulo de 1958
Os XXIII Jogos Abertos do Interior foram a edição de 1958 dos Jogos Abertos do Interior, um evento multiesportivo realizado em Piracicaba, estado de São Paulo, de 20 a 28 de setembro de 1958. Foram 83 cidades presentes, num total de  00 atletas competiram nas 15 modalidades. 

## História
Nos jogos realizados em Piracicaba, não houve o comparecimento da cidade de Santos.

## Título
- A Campeã foi a cidade de Campinas - 48,5 pontos[1]
- Vice-campeã foi São José do Rio Preto - 36 pontos
- 3ª colocada foram cidades de São Carlos e Jundiaí - 35 pontos
- 4ª colocada foi Piracicaba - com 34 pontos
- 5ª colocada foi Santo André - 27 pontos